# Yavuz Kurtulmus

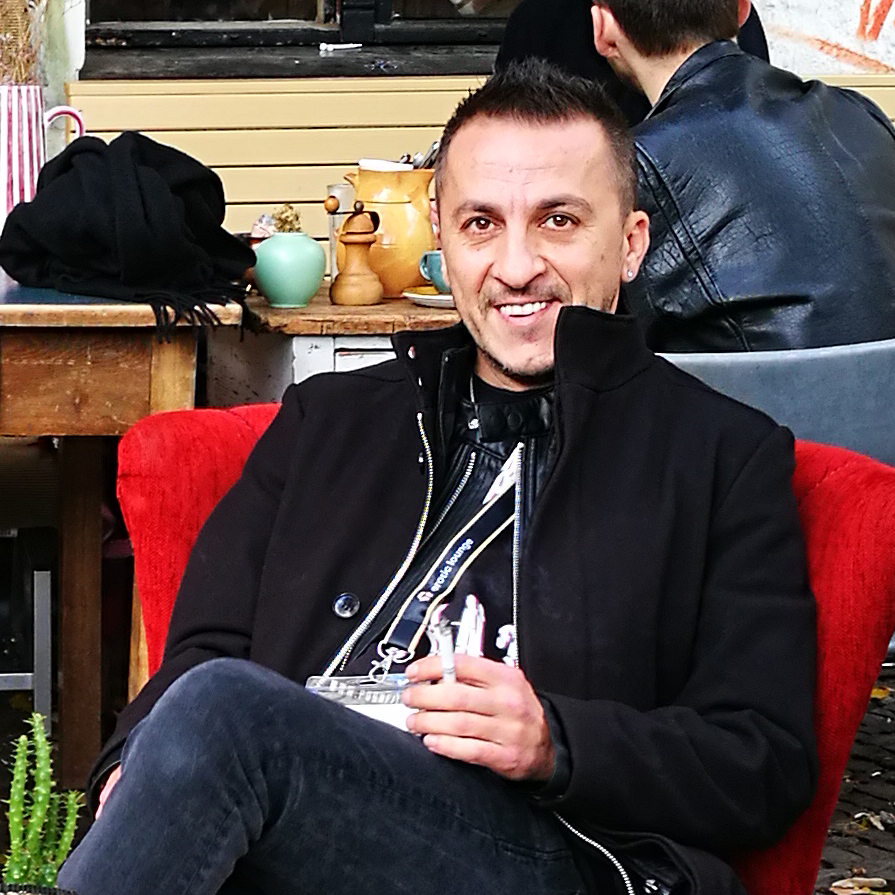
Yavuz Kurtulmus, 2019

Yavuz Kurtulmus (* 1980 in der Türkei) ist ein in Wien lebender Kurator, Künstler und Leiter von Filmfestivals und genderqueeren Veranstaltungen. Kurtulmus ist LGBT-Aktivist.

## Leben und Wirken
Yavuz Kurtulmus wurde 1980 in der Türkei geboren und kam 1987 nach Österreich. Er war bis 2009 im Risk-Management tätig, gründete dann aber 2009 den Verein MiGaY, der auf queere Menschen mit migrantischem Hintergrund aus verschiedenen Nationalitäten aufmerksam machen sollte.
2012 gründete er das Transition International Queer & Minorities Film Festival, die erste europäische Filmveranstaltung, deren Fokus Sexualität und Diversität von Randgruppen unterschiedlicher nationaler Herkunft war. Es kam zur Zusammenarbeit mit nationalen und internationalen Events, etwa den Teddy Awards der Berlinale, dem Fusion-Festival sowie dem Wien Museum.
2018 gründete er mit Jasmin Hagendorfer und Gregor Schmidinger das Porn Film Festival Vienna (PFFV), ein Festival, das versucht Feminismus, genderqueere Theorie, Kunst und Pornografie zusammenzubringen. Während des Festivals 2023 kündigte Yavuz Kurtulmus seinen Rücktritt als Festivalleiter an, diese Entscheidung wurde aber im Sommer 2023 korrigiert. Er ist nun gemeinsam mit Jasmin Hagendorfer Leiter des Festivals.
Kurtulmus kuratierte auch Filmprogramme, die in verschiedenen europäischen Städten (Oslo, Amsterdam und Budapest) gezeigt wurden, und künstlerische Ausstellungen, die im Rahmenprogramm von Transition und PFFV gezeigt wurden.
Seit 2017 ist Kurtulmus Mitglied verschiedener Filmjuries (z. B. Oslo/Fusion), veranstaltet Workshops und hält Vorträge, in denen er sich Themen der Kunstformen im muslimischen queeren Aktivismus sowie der Wichtigkeit des Filmtheaters im Bereich der Sexualität, der Gesellschaftspolitik und Gender widmet.
Kurtulmus ist auch als Filmemacher im erotischen Bereich tätig.

## Auszeichnungen
- Queero-Gewinner 2021 für Österreich[28]